# Ácido monocarboxílico
Ácido monocarboxílico ou monoácido orgânico é a denominação geral dada aos ácidos carboxílicos que apresentam na sua estrutura um único grupo funcional carboxila. Tem a fórmula estrutural
onde R é um radical orgânico alquila, alquenila, arila ou hidrogênio.

## Nomenclatura
- Oficial: ácido ___óico, sendo a lacuna preenchida com o nome da cadeia carbônica do hidrocarboneto que origina o ácido (tirando a terminação -o do nome do hidrocarboneto).
- Usual: nome, em geral, de origem latina ou grega.

Exemplo:
CH3-COOH ou 
Nomenclatura oficial: ácido etanóico (cadeia derivada do hidrocarboneto etano)
Nomenclatura usual: ácido acético (do latim acetum, "azedo")

## Principais ácidos monocarboxílicos

### Cadeias normais e saturadas
- Ácido fórmico ou ácido metanóico:  H-COOH
- Ácido acético ou ácido etanóico: CH3-COOH
- Ácido propiônico ou ácido propanóico: CH3-CH2-COOH
- Ácido butírico ou ácido butanóico: CH3-CH2-CH2-COOH o
- Ácido valérico ou ácido pentanóico: CH3-CH2-CH2-CH2-COOH

### Cadeias normais e insaturadas
- Ácido acrílico ou Ácido propenóico: CH2=CH-COOH
- Ácido crotônico ou ácido 2-butenóico: CH3 - CH = CH - COOH
- Ácido sórbico ou ácido 2,4-hexadienóico: CH3-CH=CH-CH=CH-COOH

### Cadeias aromáticas
- Ácido benzóico ou ácido benzocarboxílico: C6H5-COOH[1]
- Ácido cinâmico ou ácido 3-fenil-propenóico: C6H5-CH=CH-COOH